# Hasan Kuli Khan
Hasan Kuli Khan fou kan de Coràsmia. Era fill d'Abulek (oncle d'Ilbars Khan I) i el més vells dels prínceps arabshàhides. Hauria pujat al tron el 1519. Va residir a Urgendj. Els fills d'Ilbars Khan i d'Aminek (l'altre oncle d'Ilbars Khan)envejaven el càrrec i es van revoltar, reunint un exèrcit important amb el que van marxar a Urgendj que fou assetjada; Hasan Kuli els va presentar batalla fora de la ciutat; els seus homes anaven a peu mentre els atacants anaven en cavalls, però va resistir l'atac i el fill petit d'Avanek, Aghanai Sultan, va morir en la batalla. Els atacants llavors van bloquejar la ciutat i no deixaven passar mercaderies i finalment, a causa de la fam, als quatre mesos va haver de capitular i Hasan Kuli fou capturat i executat (acusat de la mort d'Aghanai) juntament amb el seu fill gran Belal Sultan (1524). La vídua i els altres fills foren enviats desterrats a Samarcanda. El fill gran d'Avanek, Sufiyan o Sofian fou proclamat kan.